# Christopher Scott (Choreograf)
Christopher Scott (* 20. September 1983 in Takoma Park) ist ein amerikanischer Tänzer und Choreograf für Film und Fernsehen. 

## Leben und Karriere
Scott wuchs zunächst in Maryland, aber nachdem seine Mutter sich von seinem Vater getrennt hatte, zog sie mit ihm und seiner Schwester nach Hollywood, wo er auf die Hollywood High School kam. Dort betätigte er sich ursprünglich in Leichtathletik. Als er aber bei Proben einer Produktion von West Side Story zusah, in der seine Schwester spielte, lernte er aus Langeweile die Tänze und Lieder und erhielt darauf eine Rolle. Um sich im Stepptanz zu üben, trat er als Straßenkünstler am Venice Beach auf, wo er zum Streetdance kam. Als Scott in der 11. Klasse war, kam die Choreografin Debbie Allen an seine Schule, die Tänzer für einen Auftritt von Mariah Carey bei den American Music Awards suchte. Dies wurde Scotts erster professioneller Job als Tänzer.
Er arbeitete folgend als Schauspieler, Tänzer und Tanzlehrer und entwickelte sich zum Choreografen, nachdem er als Tänzer in Step Up to the Streets Schauspieler Adam Sevani und Regisseur Jon M. Chu kennenlernte. Sie bildeten eine Tanzgruppe, mit der sie Miley Cyrus herausforderten, und schufen die Webserie The League of Extraordinary Gentlemen schufen. Scott ist vor allem für Hip-Hop-Duette und Streetdance-Routinen bekannt. Außerhalb von Film und Fernsehen choreografierte er beispielsweise Cyrus, Gwen Stefani in Las Vegas und Gloria Estefan. Er war von 2009 an Stamm-Choreograf von So You Think You Can Dance, für die er dreimal Emmy-nominiert wurde, und choreografierte  weitere Tanzwettbewerb-Realityshows wie America’s Best Dance Crew und Dancing with the Stars in 2011. Für den Disney Channel choreografierte er etwa für die Fernsehserie Austin & Ally und die Musicalfilme Teen Beach Movie und Zombies. Des Weiteren arbeitete er konstant mit Chu und seiner Haupt-Kamerafrau Alice Brooks weiter und choreografierte unter anderen dessen Musikfilm Jem and the Holograms (2015) und die Musicaladaptionen In the Heights (2021) und Wicked (2024).

## Filmografie
- 2007: Alvin und die Chipmunks – Der Kinofilm (Alvin and the Chipmunks) – Tänzer
- 2008: Step Up to the Streets (Step Up 2 the Streets) – Tänzer
- 2009: 17 Again – Back to High School (17 Again) – Tänzer
- 2009: Dance Flick – Der allerletzte Tanzfilm (Dance Flick) – Tänzer
- 2009–2015: So You Think You Can Dance? (Realityshow, 26 Episoden) – Choreograf
- 2010: Step Up 3D – Tänzer
- 2010: LXD – Legion der außergewöhnlichen Tänzer (LXD – The League of Extraordinary Gentlemen, Webserie) – Choreograf, Produzent, Tänzer
- 2011: Lemonade Mouth – Die Geschichte einer Band (Lemonade Mouth) – Choreograf, Tänzer
- 2011: America’s Best Dance Crew (Realityshow, Staffel 6) – Choreograf
- 2011: Dancing with the Stars (Realityshow, Staffel 12) – Choreograf
- 2011: Meine Schwester Charlie unterwegs – Der Film (Good Luck Charlie, It's Christmas!) – Choreograf
- 2012: S2dio City – Produzent
- 2012: Step Up: Miami Heat (Step Up Revolution) – Choreograf, Tänzer
- 2013–2015: Austin & Ally (Fernsehserie, 21 Episoden) – Choreograf
- 2013: Teen Beach Movie – Choreograf, Tänzer
- 2014: Step Up All In – Choreograf, Tänzer
- 2015: Teen Beach 2 – Choreograf, Tänzer
- 2015: Jem and the Holograms – Choreograf
- 2016: Die Unfassbaren 2 – Now You See Me (Now You See Me 2) – Choreograf
- 2016: Making Moves (Fernsehserie, 7 Episoden) – Choreograf, Produzent
- 2018: All Styles – Produzent
- 2018: Appgefahren – Alles ist möglich (Status Update) – Choreograf
- 2018: Mary Poppins’ Rückkehr (Mary Poppins Returns) – Tänzer
- 2018: Zombies – Choreograf
- 2020: The Christmas Chronicles: Teil zwei (The Christmas Chronicles: Part Two) – Choreograf
- 2020: Dolly Parton’s Christmas on the Square – Tänzer
- 2021: Ein großer Sprung (The Big Leap, Fernsehserie, 10 Episoden) – Produzent
- 2021: In the Heights – Choreograf
- 2021: Being the Ricardos – Choreograf
- 2022: Sneakerella – Produzent
- 2024: Wicked – Choreograf

## Auszeichnungen und Nominierungen
- Primetime-Emmy-Verleihung 2012: Nominierung für die Beste Choreografie in So You Think You Can Dance
- Primetime-Emmy-Verleihung 2014: Nominierung für die Beste Choreografie in So You Think You Can Dance
- World Choreography Awards 2015: Auszeichnung in der Kategorie Musikvideo
- Primetime-Emmy-Verleihung 2018: Nominierung für die Beste Choreografie in So You Think You Can Dance
- Online Film Critics Society Awards 2022: Auszeichnung für die Beste Choreografie in In the Heights
- World Choreography Awards 2019
  - Nominierung in der Kategorie Film für Zombies
  - Nominierung in der Kategorie Digital Content
  - Nominierung in der Kategorie Reality-Show für So You Think You Can Dance
- World Choreography Awards 2022
  - Nominierung in der Kategorie Fernsehepisode für The Big Leap
  - Nominierung in der Kategorie Film für In the Heights
- World Choreography Awards 2023: Nominierung in der Kategorie Fernseh-Special für Step Into the Movies